# GLUT
OpenGL Utility Toolkit (GLUT) — библиотека утилит для приложений под OpenGL, которая в основном отвечает за системный уровень операций ввода-вывода при работе с операционной системой. Из функций можно привести следующие: создание окна, управление окном, мониторинг за вводом с клавиатуры и событий мыши. Она также включает функции для рисования ряда геометрических примитивов: куб, сфера, чайник. GLUT даже включает возможность создания несложных всплывающих меню.
GLUT был создан Марком Килгардом (Mark Kilgard), во время его работы в Silicon Graphics Inc.
Использование библиотеки GLUT преследует две цели. Во-первых, это создание кроссплатформенного кода. Во-вторых, GLUT позволяет облегчить изучение OpenGL. Чтобы начать программировать под OpenGL, используя GLUT, требуется всего страница кода. Написание аналогичных вещей на API требует несколько страниц, написанных со знанием API управления окнами операционной системы.
Все функции GLUT начинаются с префикса glut (например, glutPostRedisplay отмечает текущее окно как требующее перерисовки).